# The Phil Collins Big Band
The Phil Collins Big Band fu un progetto jazz del cantante pop inglese Phil Collins, parallelo alla sua attività solista, che ha eseguito alla fine degli anni '90. Il gruppo ha presentato cover di canzoni di Phil Collins e dei Genesis, tra cui successi come "Sussudio" e "Invisible Touch", ma anche cover di brani di altri jazzisti (come ad esempio Miles Davis). Il gruppo suona principalmente canzoni strumentali, con Collins nella maggior parte dei casi dietro la batteria.
Il gruppo ha pubblicato solo un album molto raro, A Hot Night in Paris, nel 1999. Esso è un album live composto (come si diceva prima) da cover, eseguite durante un concerto a Parigi in un palco in cui Phil Collins, oltretutto, aveva già suonato due anni prima, nel 1997, traendone il DVD Phil Collins Live and Loose in Paris.

## Discografia
- A Hot Night in Paris, 1997

## Formazione

### Membri ufficiali
- Phil Collins, voce, batteria, tastiera
- Daryl Stuermer, chitarra, basso